# Halophytum
Halophytum ameghinoi és una espècie de plata herbàcia endèmica de la Patagònia. És una planta suculenta i una planta anual amb les fulles simples, carnoses i de disposició alternada. Són plantes monoiques;.
Halophytum de vegades s'ha ubicat dins la seva pròpia família, Halophytaceae. Per exemple, l'APG III system de 2009 reconeix aquesta família, malgrat que l'APG system de 1998 no reconeixia aquesta família i posava els seus membres dins la família Chenopodiaceae.